# 埃克瑟爾貝格山
48°14′52.8″N 16°14′44.4″E / 48.248000°N 16.245667°E

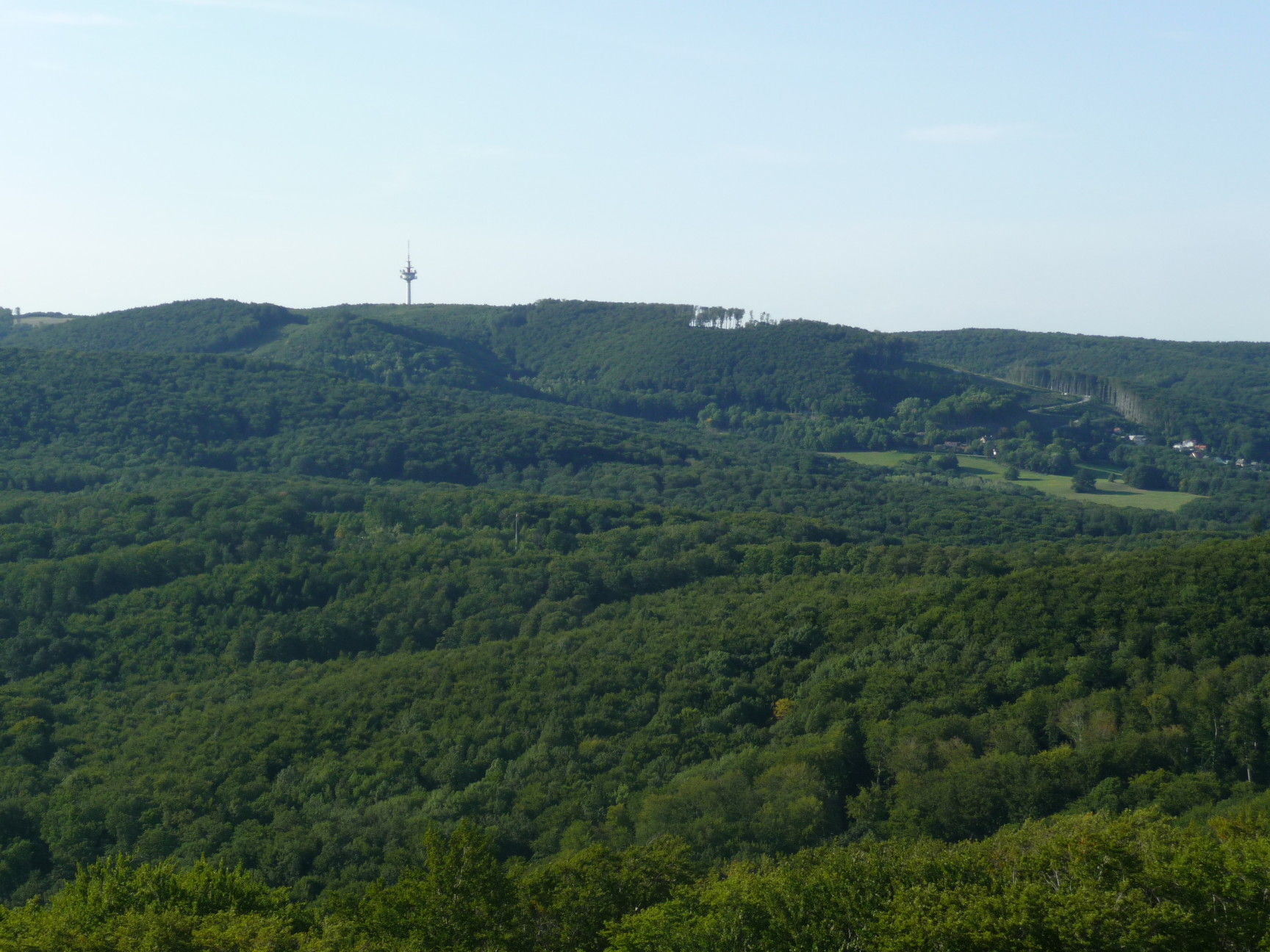

埃克瑟爾貝格山（德語：Exelberg），是奧地利的山峰，位於該國東北部，由下奧地利州負責管轄，屬於維也納林山的一部分，距離黑曼斯科格爾山4.1公里，海拔高度516米，每年平均降雨量904毫米。